# Sportovní svaz
Sportovní svaz, také sportovní federace, sportovní unie či tělovýchovný svaz, je dobrovolné sdružení fyzických i právnických osob (oddílů, klubů atd.), s celostátní působností. Hlavní činností sportovního svazu je řízení a organizace činnosti v příslušné sportovní disciplíně nebo odvětví v rámci daného státu, hájit zájmy sdružených sportovních klubů a zabezpečit národní reprezentaci v daném sportovním odvětví. Od běžného sportovního spolku se liší především celostátní působností, koordinační i regulační činností a členstvím v evropských a světových sportovních federacích.

## Česká republika
České sportovní svazy jsou vesměs sdruženy v rámci České unie sportu, která vznikla 27. dubna 2013 transformací z Českého svazu tělesné výchovy. Ten vznikl 25. března 1990 transformací z Československého svazu tělesné výchovy (ČSTV), který vznikl 3. března 1957 na základě zákona č. 68/1956 Sb jako Jednotná dobrovolná tělovýchovná organizace (JDTO). Předcházelo jí sloučení svazů pod hlavičkou Sokola 31. března 1948 na základě č. 187/1949 Sb.